# Prayápati
En la mitología hinduista, Prayápati es un nombre genérico de varias deidades que presiden sobre la procreación y son protectores de la vida.
- प्रजा-पति, en escritura devánagari.
- prajā-pati, en el sistema AITS (alfabeto internacional de transliteración del sánscrito).

- Etimología: ‘señor de la progenie’, siendo prayá: ‘progenie’ y pati: ‘líder, amo, señor’.

## Prayápati como Brahmá
En el Rig-veda 10.121.10 y en los textos bráhmana aparece como un dios creador o dios supremo sobre las deidades védicas.
Los comentadores de los Vedás lo identifican como el creador mencionado en el Nasadíia-sukta.

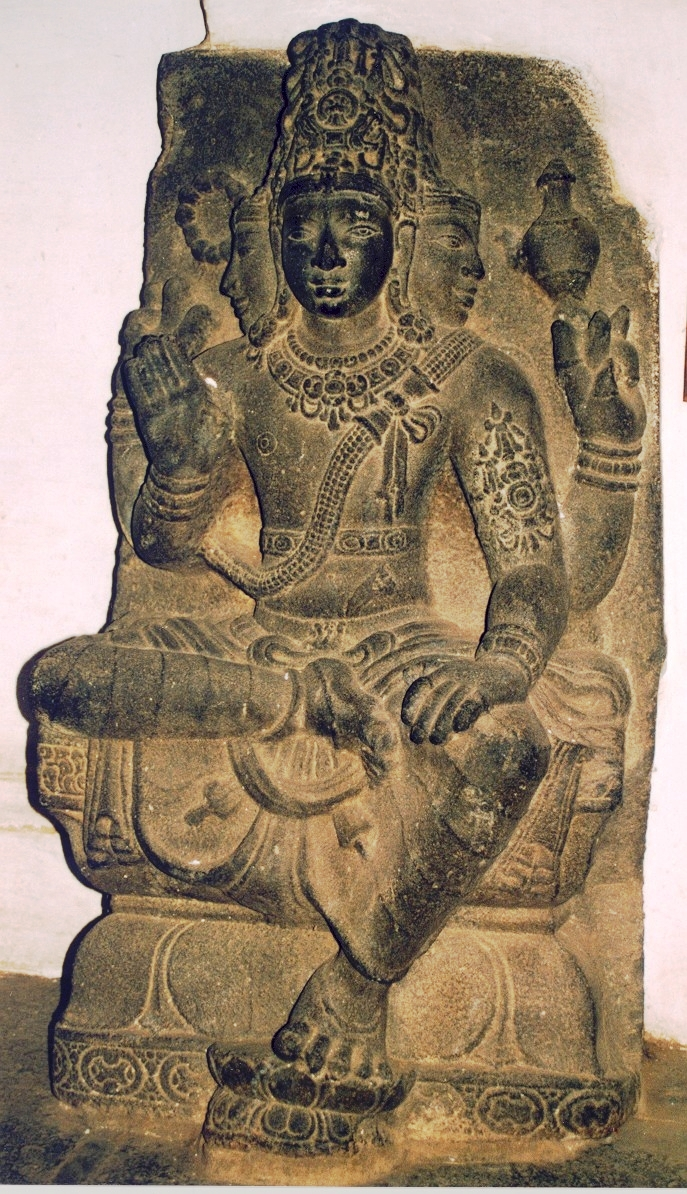
Brahma y Prajapati, Government Museum Madras

El Rig-veda y el Átharva-veda lo identifican con:
- Savitṛi (dios del Sol)
- Soma (dios de la Luna y de la droga psicotrópica soma)
- Agní (dios del fuego) e
- Indra (rey de los semidioses).

Posteriormente, en la época puránica, fue identificado con:
- Brahmá (el dios creador, de cuatro cabezas),
- con los dioses Visnú y Shivá, y
- con personificaciones de
  - Kāla (el tiempo)
  - Agní (el dios del fuego) y
  - Suria (el dios del Sol).

### Posible equivalente helénico
El nombre de Prayā[n]-pati (‘progenie-dueño’) es etimológica y fonéticamente equivalente a Protógonos, el dios oracular en Kolofón (según Makrobios el Longevo).
Según Damascio, Prōtogonos (también conocido como Fanes) tenía cuatro cabezas, «de serpiente (drakōn) [...] de toro, de hombre y de dios».
Al señor Brahmá como Prayāpati se le atribuyen cuatro cabezas, cada una de las cuales produjo devas (dioses), rishís (sabios), pitrís (ancestros) y naras (humanos), según el Brahmanda-purana

## Prayápati como Daksha y otros
También se identifica a Prayápati con varios míticos patriarcas y progenitores de la humanidad.
El Manu smriti (1.34) nombra a 10 prayápatis, creados por el dios Brahmā de cuatro cabezas:
1. Márichi
2. Atri
3. Ánguiras
4. Pulastia
5. Pulaka
6. Kratu
7. Vasishtha
8. Daksha (o Prachetas)
9. Bhrigu
10. Nārada

De estos 10, algunas autoridades cuentan solo los primeros 7, y otros los últimos 3.
El Majábharata menciona —en las palabras del sabio volador Nárada Muni—, a 14 prayápatis (literalmente: ‘líderes de la progenie’), que eran cuidadores de los 14 mundos (los 7 lokas y los 7 talas):
- Daksha
- Prachetas
- Pulaha
- Márichi
- Kashiapa
- Bhrigu
- Atri
- Vásista
- Gautama
- Anguiras
- Pulastia
- Kratu
- Prajlada
- Kardama

El Majábharata contiene el siguiente texto:

Y Daksha, Prachetas, Pulaja, Márichi, el amo Kashiapa, Bhrigu, Atri y Vasistha y Gautama, y también Ánguiras, y Pulastia, Kratu, Prajlada y Kardama, esos prayápatis, y Ánguirasa (del Átharva-veda), los Valikhilias, los Marichipas; la inteligencia, el espacio, el conocimiento, el aire, el calor, el agua, la tierra, el sonido, el tacto, la forma, el sabor, el perfume; la naturaleza y los modos [de la naturaleza] y los elementos y las causas primeras del mundo, todos se quedaron al lado del señor Brahmá, en esa mansión. Y Agastia (de gran energía), Markandeia (del gran poder ascético), Yamadagní, Bharaduaya, Samvarta, Chiavana, el exaltado Durvasa, el virtuoso Rishiasringa y el ilustre Sanat Kumara (de gran mérito ascético y preceptor en todos los temas relacionados con el yoga).
Nárada

## Hinduismo balinés
Los templos hinduistas en Bali, Indonesia, denominados pura prayápati, también llamados pura mrajapati, son comunes. Están más asociados con los rituales funerarios y la ceremonia ngaben (cremación) de los muertos.